# Distretto di Khwaja Hijran
Il distretto di Khwaja Hijran è un distretto dell'Afghanistan appartenente alla provincia di Baghlan. Viene stimata una popolazione di 11 953 abitanti (stima 2016-17).